# ماجد کوپر
ماجد کوپر (انگلیسی: Macit Koper؛ زادهٔ ۱ مارس ۱۹۴۴) بازیگر، فیلم‌نامه‌نویس اهل ترکیه است. وی از سال ۱۹۷۸ میلادی تاکنون مشغول فعالیت بوده‌است.